# Zwartvoetsigaargalvlieg
De zwartvoetsigaargalvlieg (Lipara pullitarsis) is een vliegensoort uit de familie van de halmvliegen (Chloropidae). De wetenschappelijke naam van de soort is voor het eerst geldig gepubliceerd in 1971 door Doskocil & Chvala.